# Eugnathia zenia
Eugnathia zenia là một loài bướm đêm trong họ Erebidae.